# Zázrak (film, 2013)
Zázrak je slovensko-český film režiséra Juraje Lehotského z roku 2013. Vyprávět by měl o dívkách z neúplných rodin, které mají zkažené dětství a problémové zkušenosti s drogami, prostitucí apod.

## Obsazení
| Robert Roth        | Roby         |
| Michaela Bendulová | Ela          |
| Venuša Kalejová    | Iveta        |
| Lenka Habrunová    | Mirka        |
| Kika Potočná       | Nikola       |
| Žaneta Polhošová   | Jolana       |
| Sandra Radičová    | Zuza         |
| Dominika Kmeťová   | Jana         |
| Katarína Feldeková | matka        |
| Peter Slivovský    | Jojo         |
| Ľudovít Kállay     | dedko        |
| Zuzana Struhárová  | ředitelka    |
| Ela Lehotská       | vychovatelka |
| Kamil Bartko       | vychovatel   |
| Andrej Ivan        | vychovatel   |